# مرزا ألبوروف
مرزا ألبوروف (بالروسية: Алборов, Мирза Бакурович)‏ هو لاعب كرة قدم روسي في مركز الوسط، ولد في 17 ديسمبر 1987. لعب مع أفانجارد كورسك وسبارتاك فلاديقوقاز.